# Día Mundial de Reducción de Gastos Militares
El 12 de abril es el Día Mundial de Reducción de Gastos Militares. La fecha fue inicialmente propuesta por la Oficina Internacional por la Paz (IPB por su nombre en inglés) con el fin de promover una conciencia común a los problemas ocasionados por el gasto militar, sugiriendo que en su lugar ese dinero se debería usar para promover el desarrollo humano.

## Temas
De acuerdo a la IPB, se ha escrito mucho acerca del efecto del uso de armas en guerras, pero poco acerca del efecto sobre el desarrollo sostenible, el cual es crucial, desde el punto de vista de las poblaciones, para la seguridad a largo plazo.
El IPB contrasta el alto nivel de los presupuestos militares —estimados por el Instituto Internacional de Estudios para la Paz de Estocolmo en los $1.339.000.000.000 a nivel mundial en 2007— con, por ejemplo, la falla de cumplir los Objetivos de Desarrollo del Milenio, sugiriendo que, en general, "Estudios en los orígenes de conflictos violentos encuentran una miríada de factores, pero no indican que construyendo un ejército más grande es la clave para mantener un país libre de la guerra. De hecho, los fondos gastados en armas podrían desviar recursos de los desarrollos sociales, políticos y económicos que podrían solucionar las raíces de los conflictos".
Esos efectos negativos incluyen no solo los efectos directos de los dineros y recursos que son empleados en los sistemas armados en lugar de ser empleados para el desarrollo humano, pero también los indirectos, asociados con los efectos negativos en la salud de los individuos resultante de la investigación, desarrollo, creación y posterior ya sea uso o desmantelamiento de esos sistemas, especialmente los biológicos, químicos y nucleares.
Como es obvio, un incremento en el gasto militar resultará en un descenso de la inversión en otros aspectos como infraestructura, educación y salud. 
En las palabras de Dwight D. Eisenhower: "Cada arma que se fabrica, cada barco de guerra que es comisionado, cada cohete que se dispara significa, al fin y al cabo, un robo a los que tienen hambre y no son alimentados."